# マルグリット・ド・フォワ
マルグリット・ド・フォワ（Marguerite de Foix、1458年以降 - 1486年3月15日）は、ブルターニュ公フランソワ2世の2度目の妃。フォワ伯ガストン4世とナバラ女王レオノールの子。

## 生涯
1471年、クリソンにてフランソワ2世と結婚し、アンヌとイザボー（1478年 - 1490年）の2子をもうけた。
マルグリットはコート・ド・ブルターニュ（Côte-de-Bretagne）と呼ばれるスピネルを所有しており、長女アンヌに遺贈した。これはフランス王フランソワ1世の宝物庫に入れられた。ルイ15世の金羊毛騎士団の装いのためにドラゴンの形に刻まれ、フランスのクラウンジュエルとしてルーヴル美術館が所蔵している。
マルグリット・ド・フォワは、夫フランソワ2世およびマリー・ド・ブルターニュと並んでナント大聖堂に埋葬されている。これらはフランソワ2世の墓所と呼ばれる壮大な墓で、ルネサンス黎明期のブルターニュ彫刻の傑作と言われている。